# Nucleolo

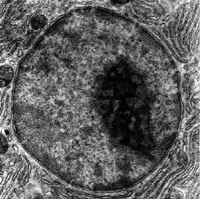
Microfotografia di un nucleo e di un nucleolo

Il nucleolo è una regione del nucleo cellulare responsabile della sintesi dell'RNA ribosomiale (rRNA). È il sito della biogenesi dei ribosomi. I nucleoli partecipano anche alla formazione di particelle di riconoscimento del segnale e svolgono un ruolo nella risposta cellulare agli stress. 
Questa regione non è un organulo interno al nucleo, bensì una regione particolarmente densa di materiale genetico (DNA e RNA) e proteico, che risulta quindi molto evidente morfologicamente, sia in microscopia ottica che elettronica.
Si tratta di una struttura in parte fibrillare e in parte granulare presente in una o più copie nel nucleo della maggior parte delle cellule eucariotiche superiori, specialmente quelle che presentano una attiva sintesi proteica.

Al microscopio ottico appare come un granulo rotondeggiante, non delimitato da una membrana e circondato da uno strato di cromatina condensata.
È costituito da tratti di DNA che codificano per l'RNA ribosomiale, da filamenti di rRNA nascenti e da proteine.
Il nucleolo è presente durante le fasi G1, S e G2 del ciclo cellulare e scompare durante la mitosi, momento in cui la cellula interrompe la sintesi proteica e non necessita quindi di ribosomi. Ricompare poi quando la cellula ha completato la divisione cellulare e riprende la sua attività di sintesi.

## Scoperta
Il nucleolo fu identificato mediante microscopia in capo chiaro durante gli anni 1830.  Poco si sapeva sulla funzione del nucleolo fino al 1964, quando uno studio di John Gurdon e Donald Brown nella rana africana Xenopus laevis generò un interesse crescente per la funzione e la struttura dettagliata del nucleolo. In questo studio scoprirono che il 25% delle uova di rana non aveva il nucleolo e che tali uova non erano in grado di svilupparsi. La metà delle uova aveva un solo nucleolo e il 25% ne aveva due. Hanno concluso che il nucleolo aveva una funzione necessaria per la vita. Nel 1966 Max L. Birnstiel e collaboratori hanno dimostrato, tramite esperimenti di ibridazione degli acidi nucleici, che il DNA all'interno dei nucleoli codifica per l'RNA ribosomiale.

## Struttura
Si riconoscono tre componenti principali del nucleolo: il centro fibrillare (FC), la componente fibrillare densa (DFC) e la componente granulare (GC). La trascrizione dell'rRNA avviene nel centro fibrillare.  La componente fibrillare densa contiene la proteina fibrillarina, che è importante nell'elaborazione dell'rRNA. Il GC contiene la proteina nucleofosmina, che è anche coinvolta nella biogenesi dei ribosomi.
Un'altra struttura identificata all'interno di molti nucleoli (in particolare nelle piante) è un'area chiara al centro della struttura indicata come vacuolo nucleolare. È stato dimostrato che i nucleoli di varie specie vegetali hanno concentrazioni molto elevate di ferro rispetto ai nucleoli delle cellule umane e animali.
Il nucleolo, come gli organuli cellulari, è tenuto insieme da una struttura proteica chiamata matrice nucleare che costituisce una delle tre componenti del nucleoscheletro. La matrice nucleare è una fitta rete proteica costituita principalmente da lamìne (proteine che costituiscono la cosiddetta lamina nucleare). Nelle cellule eucariotiche sono state identificate tre tipi di lamìne: le lamìne A, B e C.

Tra queste sembra che la B sia essenziale per lo sviluppo in quanto animali privi del gene che la codifica muoiono prima della nascita. La funzione di tali apparati proteici per lo più strutturali è ancora incerta, ma è possibile che questi possano contribuire alla distribuzione "ordinata" della cromatina, durante l'interfase, che si organizza sotto forma di domini, e garantire importanti siti di attacco degli enzimi coinvolti nella reazione di trascrizione e quindi nella sintesi proteica.
Probabilmente il nucleolo interviene anche in altre importanti attività cellulari: ad esempio sembra avere un ruolo centrale nel trasferimento dell'RNA messaggero (mRNA) dal nucleo al citoplasma.
Inoltre il nucleolo, nell'uomo, è organizzato intorno a 10 geni particolari chiamati liporganizzatori nucleolari che forniscono all'organulo le sue strutture e funzioni specifiche.